# 雅培里神父
真福雅培理神父，全名雅各·雅培理（義大利語：Giacomo Alberione，1884年4月4日—1971年11月26日）是義大利籍天主教會神父，為聖保祿會（Society of St. Paul）、聖保祿孝女會（Daughters of St. Paul）及其他「保祿家庭」系列組織的创建者，開啟了天主教會新世紀以媒體福傳的新事業。

## 童年經歷
1884年4月4日上午十時，雅培理神父出生於皮埃蒙特大區庫內奧省福薩諾聖樂倫村（St. Lorenzo)，系家中第五個兒子。父親名為彌額爾·雅培理（Michele Alberione)，是一名佃農，而母親德蘭·羅撒·阿陸閣（Teresa Rosa Alloco)則為虔誠的天主教徒家庭主婦，熱愛祈禱和熱心恭敬聖母，夫婦二人相差十三歲。雅培理年幼體弱多病，因害怕其早早夭折，父母故於出生第二天便帶其在村內的聖樂倫堂由本堂神父若望·斐雷樂（D. Giovanni Ferrero)付洗，取伯父的聖名為雅各。
不同於其他四個兒子，雅培理的母親很早便發覺雅培理雖性格軟弱，也不太活潑，但卻優於思考、記憶和擁有更多抱負。母親時常向年幼的孩子們教導基礎的信仰知識，領孩子們祈禱、去聖堂參與彌撒和敬禮當地頗為家喻戶曉的「鮮花聖母」。過程中，幼年的雅培理非常專注於聆聽母親的教導，而且還會追問母親，要求她解釋得更加清楚。
1890年，時年六歲的雅培理入讀家附近三公里的小學，在學校表現出與其他同齡學童不一樣的成熟和認真。他喜愛學習，不樂於參與孩子間的各種遊戲，而是選擇在一旁思考自己的事情及溫習當日的知識，他尤其喜好歷史科，欽佩歷史中的領導人物。

## 「人生第一道光」：第一次立志成為神父
小學一年級時，老師羅莎·卡爾多納（Rosa Cardona）在課上詢問八十逾名學生的理想職業。當問到第二個人也就是雅培理時，受到經常見面的本堂神父若翰·孟德西諾（Don Giovanni Battista Moontersino)的影響之下他回答道：「我要成為神父！」，這是他人生第一次立志成為神職人員。雖然受到家庭以及同學的憂慮及質疑，他的這項決定無論如何是堅定的，在母親的支持下，他在年幼的學習及生活中有了新的目標，人生態度也發生了明顯的轉變。
1894年，在本堂神父以及一眾老師的認可下，僅僅八歲的年紀就於凱拉斯科的聖瑪定堂初領聖體。
1893年11月15日，九歲與哥哥方濟在聖瑪定堂從阿爾巴教區主教若瑟·方濟·雷的手中領受堅振聖事，代父為當地絲織廠廠長方濟·基可。
因為立志成為神父，每次有傳教士經過時，雅培理都格外留意他們，聆聽傳教區相關的事務。這習慣使得他早早就對福傳事業感趣，時常祈禱以及幫忙收取奉獻，在同儕中成為信仰的榜樣和模範學生。一次他在小學三年級結束時取得了全級第一的成績，在母親的教導和贊助下買了一支蠟燭在鮮花聖母聖像前還願。
1895年，雅培理有機會在父親的准許下升學，成為家中第一個就讀中學的人。（當時學童普遍於小學三年級輟學幫扶家中農務）

## 初期修道歷程
起初，其父和兄長因家庭經濟狀況反對雅培理進入修院，令雅培理與家中關係緊張，但後來在本堂神父的出面干預下家中改變了主意。除此以外，本堂神父若翰·孟德西諾亦動用私人交情確保雅培理可以被修院院長接納。
1896年10月25日，雅培理在布拉（Bra）屬於杜林總教區的教區小修院成為修生。在布拉教區修院中，雅培理性格沈穩友善，各科功課成績優秀，尊重修院長上以及恪守院規。信仰上十分虔誠，每日領聖體以及祈禱，為一眾修生中留下深刻印象。
另一方面，由於年幼時對傳教工作的興致，雅培理閱讀了大量聖人傳記以及傳教有關的刊物，並於初中二年級加入「傳信會」和「聖嬰會」。後來更出於傳教的熱情，一度與同窗好友伯多祿·華勒迪向在迦太基的白衣傳教會修院院長以拉丁文寫信轉會，然而後續卻無下文。
1900年4月7日，雅培理在接連完成了中學二、三和四年級的學業後卻選擇在初就讀五年級時被布拉教區修院長上責令離開修院回家。具體原因不明，但可靠原因可能如下：
1. 為了情面而在同學間不難堪，不再維持每日領聖體的習慣；
2. 閱讀大量非傳教性質的刊物導致分心，如小說；
3. 在布拉教區修院修道末期操行不佳；
4. 被懷疑無成為神父的聖召，修道僅僅為了滿足求知慾；
5. 閱讀攻擊教會的刊物和言論，喪失學習以及祈禱的熱忱。

在回家的半年時光中，雅培理一方面受到家人的抨擊，但同時卻沒失去成為神父的志願。在申請進入一家同屬杜林總教區的修院無果後，亦無選擇在普通高中就讀。母親斥責了他消極的生活態度，責令他隨兄長們下田耕種，不過在兄長若望·魯道維可·雅培理的安慰下一部分撫慰了處在低谷的雅培理，但更具決定性的作用，依舊是本堂神父若翰·孟德西諾所為的。他自始至終幫助雅培理走聖召之路，在他的遊走以及院長費道雷·達努所的體諒下，他轉往阿爾巴教區修院。初進入修院時還以「只要那頭母牛不吃掉我的書。」（皮埃蒙特的地方諺語，意為文盲或半文盲的失學）回擊譏諷他的用功修生。
在學期間，他常點蠟燭敬禮聖母，並且在後來得到伯父雅格·雅培理的經濟援助，用於學費以及家庭開支。（父親彌額爾·雅培理長年患病，使家庭愈加貧困）同時諸如院長費道雷·達努索、神父莫里諾、達可莫以及恩師方濟·基愛沙神父（Canonico Francesco Chiesa)等對雅培理的愛護以及教導，加上好友思定·鮑雷祿年少病故，均使得雅培理再次決心走上神職之路。

## 「人生第二道光」：著名的一夜
1900年12月31日，他在做徹夜朝拜聖體前祈祷的时候，聖體龕發出光芒，並向他說：「你們都到我跟前來。」（瑪 11:28），令他在得到天主的感召後意識到在新世纪要以最新的傳播媒體为人类做伟大的福傳事业。

## 「人生第三道光」：神光啟示
1907年6月29日他晋铎成为教区神父，在堂區擔任各種職務直至1920年；1913年开始掌管周刊《阿尔巴报》。他1914年创建的圣保禄会和1915年与戴格蘭修女（Tecla Merlo）创建的圣保禄孝女会均使用大众传媒进行传教和牧灵工作。
他创立的「保祿家庭」系列組織还有：
- 主徒修女会（Pious Disciples of the Divine Master），成立于1924年，服务于教会的祈祷和礼仪；
- 耶稣善牧修女会（Sisters of the Good Shepherd），成立于1938年，教会堂区服务；
- 諸宗徒之后修女會，成立于1959年，帮助分辨和推广圣召；
- 耶稣司铎会，为和他有同样志向的主教、神父和修道士团体；
- 聖佳播天使會，为在俗男教徒的奉獻团体；
- 圣母领报会，为在俗女教徒的奉獻团体；
- 圣家会，为信教家庭建立。

雅培里神父于1971年11月26日逝世于罗马市。2003年4月27日,他被教宗若望·保禄二世列为真福。